# Scaptomyza bilobata
Scaptomyza bilobata är en tvåvingeart som beskrevs av Hardy 1965. Scaptomyza bilobata ingår i släktet Scaptomyza och familjen daggflugor. Inga underarter finns listade i Catalogue of Life.